# Theta1 Orionis
Título a ser usado para criar uma ligação interna é Theta1 Orionis.
Theta1 Oriontis (41 Oriontis) é uma estrela na direção da constelação de Orion. Possui uma ascensão reta de 05h 35m 15.82s e uma declinação de −05° 23′ 14.3″. Sua magnitude aparente é igual a 4.98. Sua magnitude absoluta é igual a . Pertence à classe espectral O7.